# Comuna de Bukowiec
Bukowiec (polaco: Gmina Bukowiec) é uma gminy (comuna) na Polónia, na voivodia de Cujávia-Pomerânia e no condado de Świecki. A sede do condado é a cidade de Bukowiec.
De acordo com os censos de 2004, a comuna tem 5110 habitantes, com uma densidade 46 hab/km².

## Área
Estende-se por uma área de 111 km², incluindo:
- área agricola: 77%
- área florestal: 13%

## Demografia
Dados de 30 de Junho 2004:
|                      | Total   | Total | Mulheres | Mulheres | Homens  | Homens |
| -------------------- | ------- | ----- | -------- | -------- | ------- | ------ |
|                      | pessoas | %     | pessoas  | %        | pessoas | %      |
| População            | 5110    | 100   | 2618     | 51,2     | 2492    | 48,8   |
| Densidade (pop./km²) | 46      | 100   | 23,6     | 23,6     | 22,5    | 22,5   |

De acordo com dados de 2005, o rendimento médio per capita ascendia a 1899,93 zł.

## Comunas vizinhas
- Drzycim, Lniano, Pruszcz, Świecie, Świekatowo